# Vadžrajána

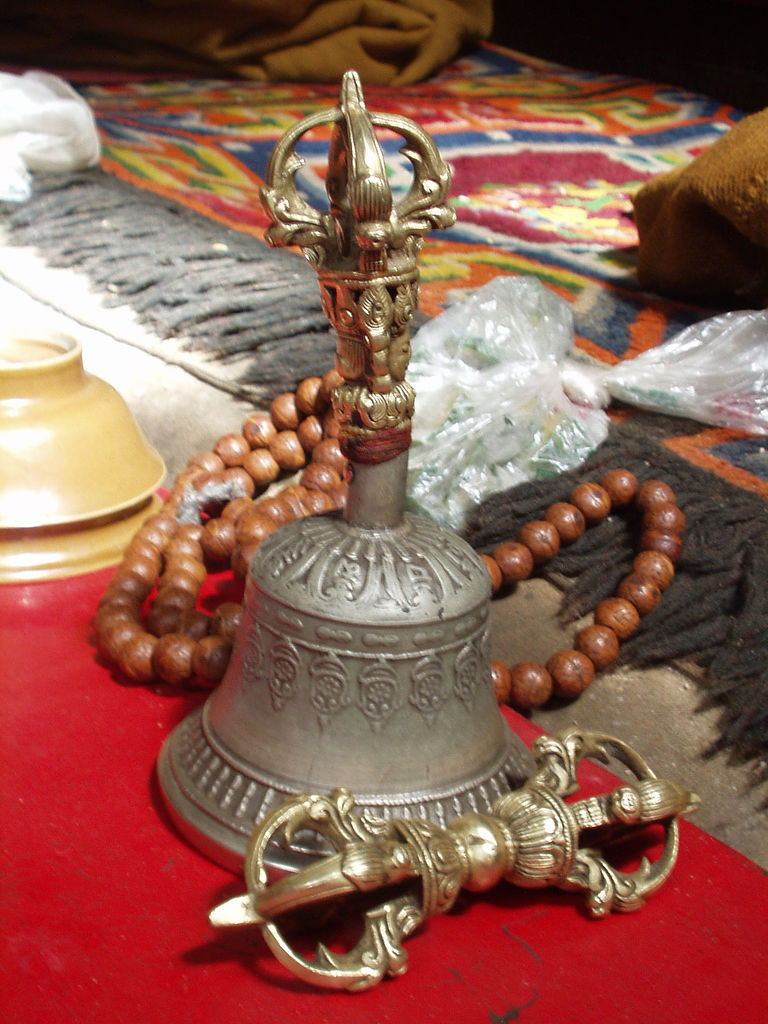
Dordže, zvonek a mala.

Vadžrajána (tibetsky rdo rje theg pa, v sanskrtu vadžrajána, वज्रयान, čínsky ťin-kang čcheng 金剛乘, japonsky kongódžó 金剛乗, doslovný význam „diamantový vůz“), běžně vadžrajánový buddhismus, někdy také nazývána jako mantrajána (vůz manter), mantranája (cesta manter) a tantrajána (vůz tanter), je jednou ze tří hlavních cest buddhismu (vedle mahájány a théravády). Historicky je tento směr ze všech tří cest nejmladším, tantrický buddhismus vznikl ve středověké Indii v době rozmachu praktik tantrismu, konkrétně je spojován se skupinami potulných jogínů zvaní mahásiddhové. Dnes je buddhismus vadžrajány rozšířen zejména v Tibetu, Nepálu, podél Himalájí, zemích Východní Asie a v Mongolsku.
Učení a praxe vadžrajány nejvíc pronikly do tibetského buddhismu (takže oba pojmy jsou mnohdy používány jako synonyma), nicméně podnítily vznik také tzv. čínského esoterického buddhismu, který dal později základ japonské škole šingon. Formou vadžrajány je také névárský buddhismus, který je rozšířen mezi Névárci, domorodými obyvateli Káthmándského údolí v Nepálu.

## Význam pojmu

Vadžra (tib. dordže) – rituální předmět a symbol ve vadžrajáně

Význam sanskrtského pojmu vadžrajána a tibetského pojmu dordže thegpa: Theg-pa je tibetský překlad sanskrtského slova jána, v češtině vozidlo. Dordže je tibetský překlad sanskrtského slova vadžra, což je předmět, který znázorňuje nezničitelnost. Doslovný překlad by tedy byl „nezničitelné vozidlo“. V praxi se však dnes běžně místo vozidla používá pojem cesta. Můžeme se setkat s pojmy cesta tajné mantry, tantrajána nebo mantrajána, tedy cesta tanter, resp. mantranája, cesta manter. „Tajné“ v tomto kontextu znamená předávané ústně.
Název dordže má také rituální předmět, který současně se zvonkem symbolizuje neduální stav mysli. Sjednocení našich ženských a mužských aspektů osvícení, prvotní moudrosti a bódhičitty. Dordže, neboli vadžra může mít devět, pět nebo tři paprsky. Paprsky mírné vadžry jsou u hrotu spojeny, zatímco paprsky hrozivé vadžry jsou na konci mírně roztažené. Horní sada pětipaprskové vadžry symbolizuje pět buddhovských moudrostí.
Podle vadžrajány lze buddhismus, tedy nauky Buddhy Šákjamuniho, rozdělit na tři úrovně: malá cesta (tib. theg čhung, skt. hínajána), velká cesta (tib. theg čhen, skt. mahájána) a nezničitelná cesta (tib. dordže thegpa, skt. vadžrajána). Toto členění starší směry buddhismu neznají, jelikož se jedná o pozdější dodatečné pojmenování. Vadžrajána se v rámci tohoto členění pokládá za nejvyšší učení, které nejrychleji vede k cíli.

## Pohled a cíl vadžrajány

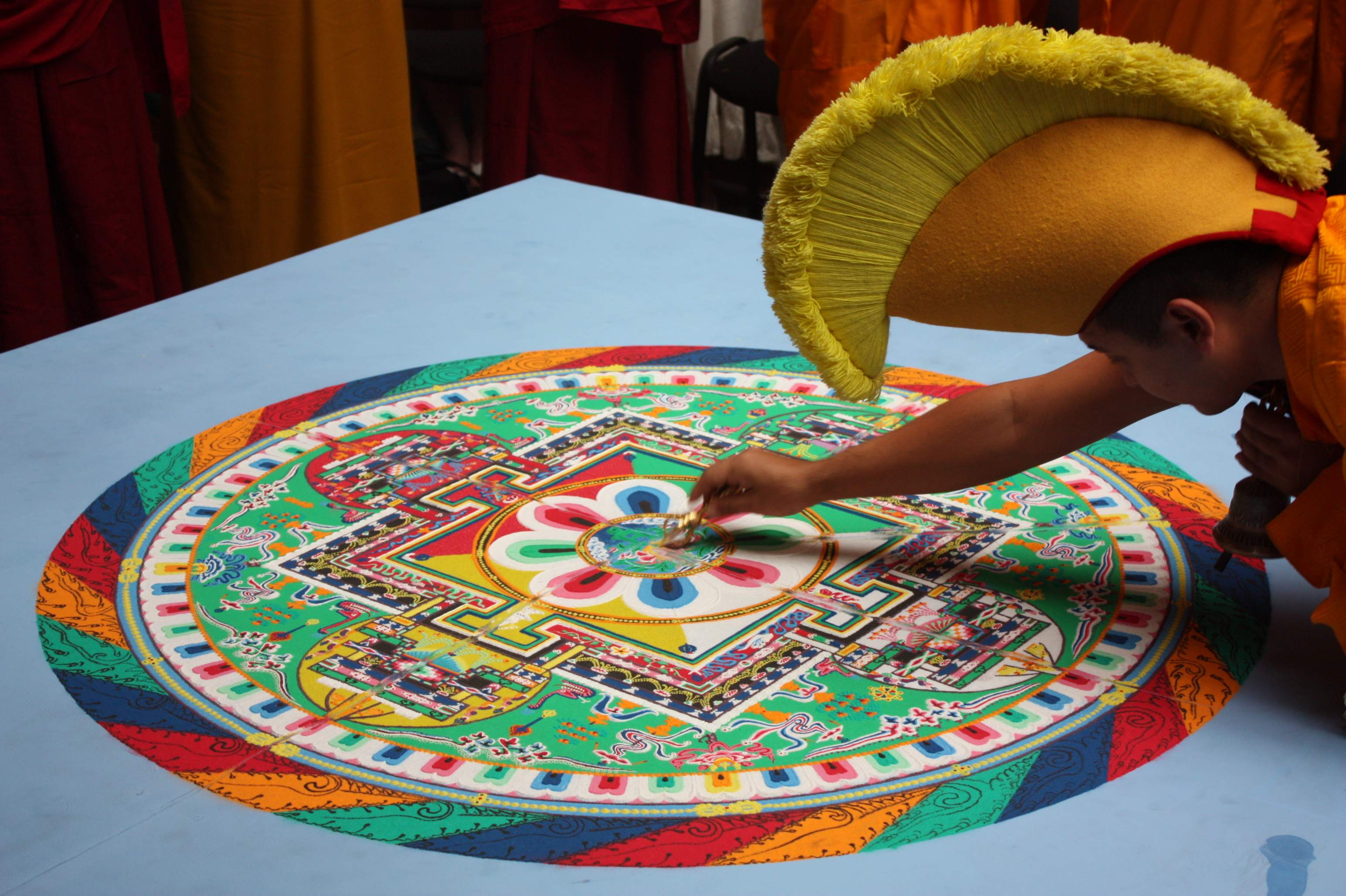
Tibetský mnich tvoří mandalu

Cílem vadžrajány je dosažení původního, neduálního stavu mysli, kdy se plně rozplyne jakýkoliv rozdíl mezi subjektem a objektem (tzv. rigpa neboli stav osvícení). Praktikující se zde identifikují s dokonalými vlastnostmi osvícení a rozpoznávají je jako vlastní. Vadžrajána pracuje z úrovně výsledků (oproti dalším dvěma hlavním buddhistickým stezkám) hlavně také nahromaděním příčin vedoucím k osvícení, ale praktikující se zde již od začátku identifikují s konečným stavem (stavem osvícení) za účelem přeměny všech zážitků na sebevysvobozující a pro dosažení vhledu co nejrychlejších výsledků. Pomocí speciálních metod je možno dosáhnout schopností a moudrosti samjaksambuddhy, tedy osvícení, během jediného života. Není třeba procházet dlouhou a namáhavou cestu bódhisattvy.

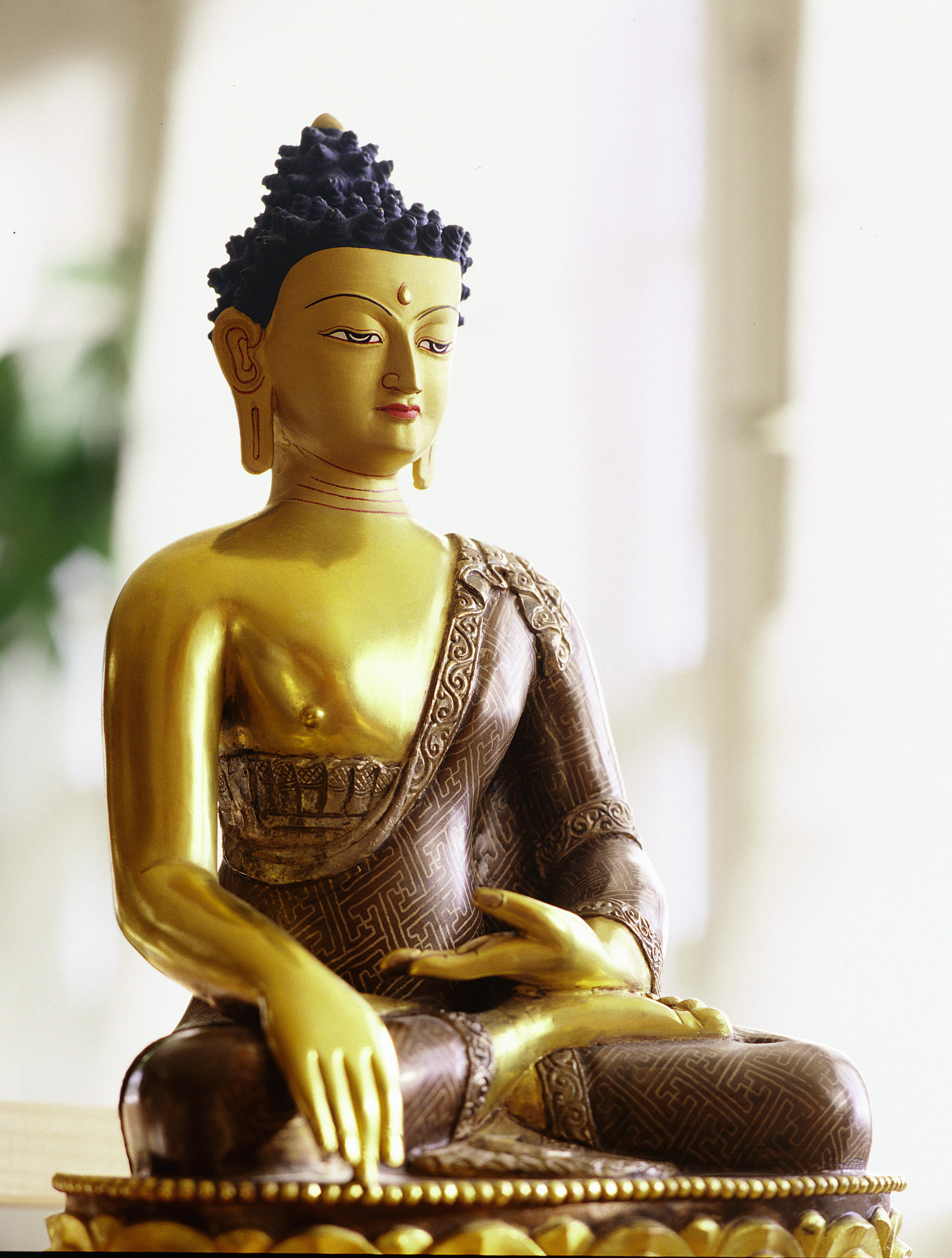
Buddha Šákjamuni

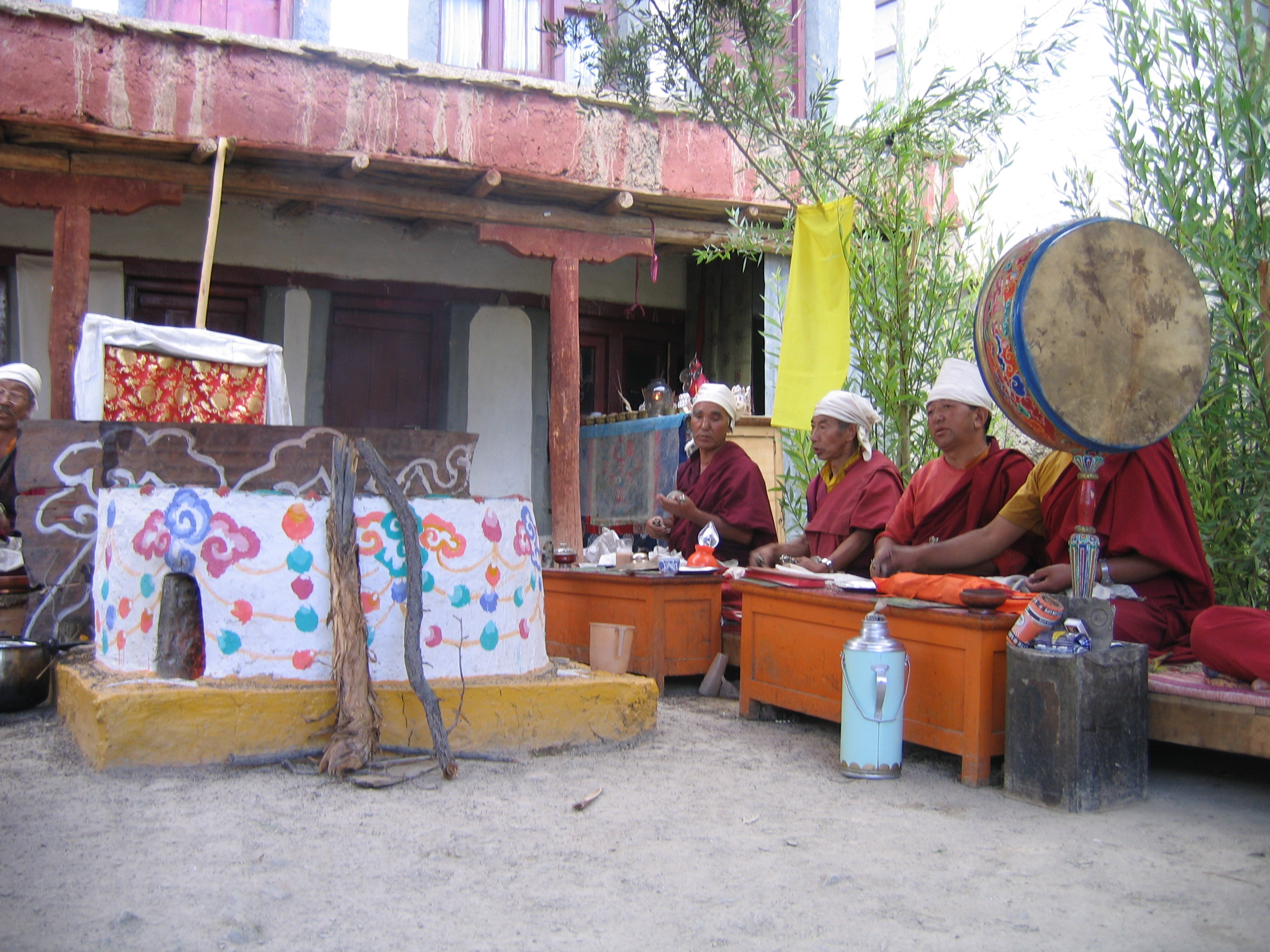
Buddhistický obřad v Ladaku

Dle tvrzení některých stoupenců vadžrajány historický Buddha Siddhártha Gautama předával učení vadžrajány těm žákům, kteří jej neviděli jako boha, osobu nebo nějakou vnější sílu, ale důvěřovali mu jako zrcadlu vlastní mysli. Díky své síle a vhledu probouzel kvality bytostí a využíval nesčetných dovedných prostředků k jejich plnému rozvoji. Tato nejvyšší nebo „třetí“ úroveň se skládá ze tří přístupů, které se nazývají: Cesta metod, Cesta vhledu a Gurujóga. Pomocí těchto přístupů může mysl rozpoznat sama sebe buď skrze svoji energii, vědomí nebo sílu identifikace s učitelem (tib. láma).
- J. S. Dalajláma velice často zdůrazňuje a apeluje – metody vadžrajány jsou pro dlouholeté praktikující a vynikající bódhisattvy, kteří už jsou daleko na cestě bódhičitty a ne pro začínající nebo aspirující bódhisattvy.

Existuje více různých škol tibetského buddhismu. Školy linie sarma, neboli tzv. „nového překladu“ – Sakjapa, Gelugpa a Kagjüpa – upřednostňují 4 stupně tanter – (Kríja Tantra, Čárja Tantra, Jóga Tantra, Anuttarajóga Tantra). Škola tzv. „starého překladu“ – Ňingmapa – vnitřně člení tantry na vnější (krijá-tantra, čarjá-antra, jóga-tantra) a vnitřní (mahájóga, anujóga a atijóga neboli Dzogčhen). Klíčové v těchto tantrách je mít čistý, dokonalý stav myšlení, podle nauk Mahájány o bódhičittě. Díky těmto zručným metodám můžeme rychle dosáhnout dokonalého osvícení.

## Nejrozšířenějšívadžrajánové školy v ČR
V Česku jsou rozšířené např. školy Karma Kagjü pod duchovním vedením 17. karmapy Thajeho Dordžeho. Nejrozšířenější škola nese název Buddhismus diamantové cesty a byla založena Lamou Ole Nydahlem. Tento název je také použit v oficiálním názvu náboženské společnosti: Buddhismus Diamantové cesty linie Karma Kagjü. Tradiční škola Karma Kagjü je pod duchovním vedením 17. karmapy Ogjän Thinlä Dordžeho a tak jako další velké školy používá tradiční pojem vadžrajána. Samotnou náboženskou společnost založili roku 1994 v Městské knihovně v Praze při příležitosti přednášky lamy Oleho Nydahla, který již od roku 1973 působil v Kodani i se svou manželkou. V roce 2024 má tato náboženská společnost 24 meditačních center.
Další v ČR rychle rostoucí učení je Dzogčhen neboli atijóga patřící do školy Ňingmapa.

Věková struktura Buddhismu Diamantové cesty linie Karma Kagjü v České republice roku 2011

## Učitelé vadžrajánového buddhismu

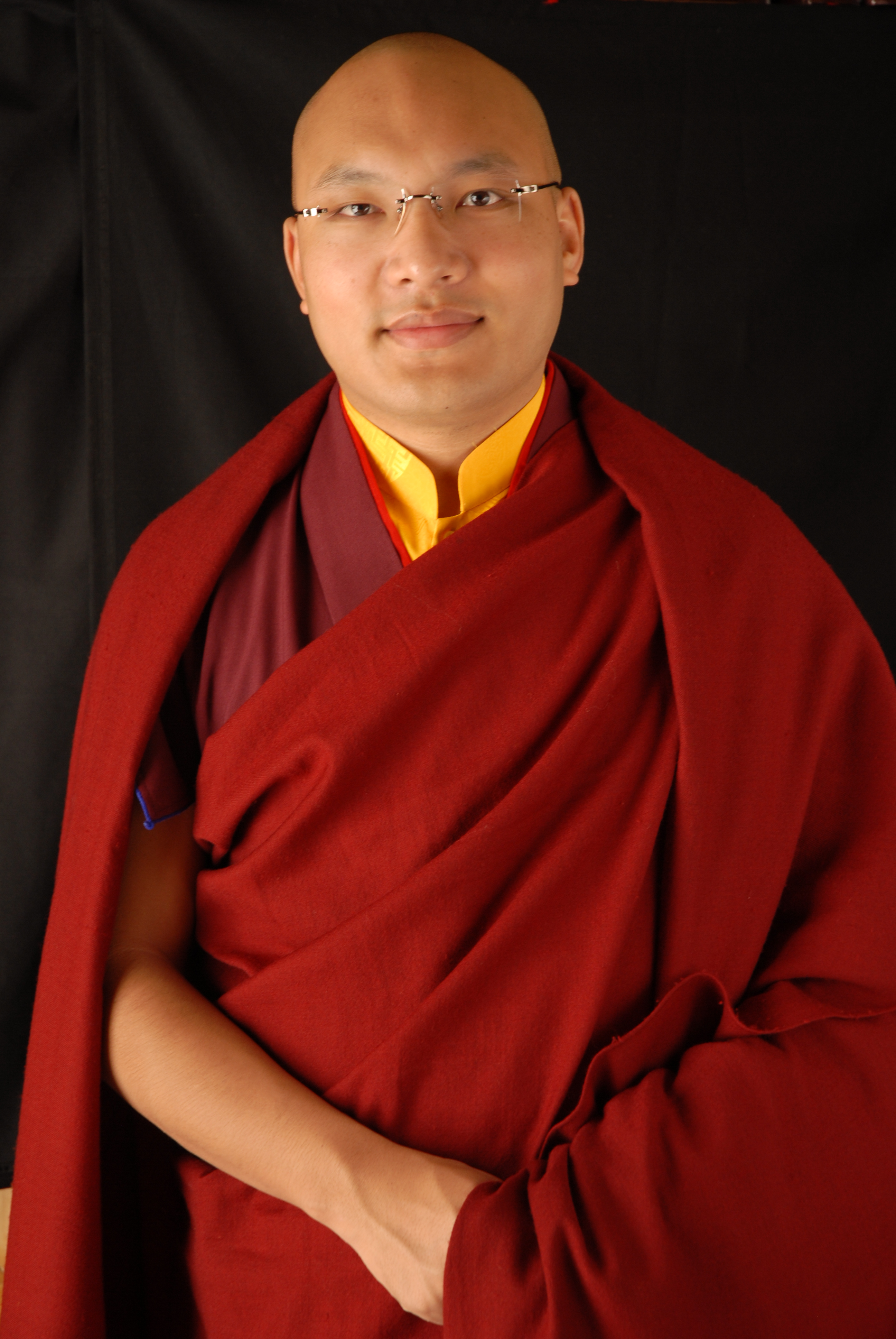
17. karmapa Ogjän Thinlä Dordže

Učitelé školy Kagjü Jeho Svatosti 17. karmapy Thinlä Thaje Dordžeho:
- Karmapa
- Žamar rinpočhe
- Lobpön Cečhu rinpočhe
- Beru Khjence rinpočhe
- Šerab Gjalcchän rinpočhe
- Džigme rinpočhe
- Šangpa rinpočhe
- Gjaltul rinpočhe
- Kenčhen rinpočhe
- khenpo Čhödag rinpočhe
- Ole Nydahl

Učitelé školy Kagjü Jeho Svatosti 17. karmapy Orgjän Thinlä Dordžeho:
- Karmapa
- Thangu ripočhe
- Tai Situ rinpočhe
- Jongge Mingjur Rinpočhe
- Akong rinpočhe
- Gjaltsab rinpočhe
- Sangje Ňenpa rinpočhe
- Tenga rinpočhe
- Mindolling Džetsün Khando rinpočhe
- Džamgön Kongtul Lodö Thajä

Učitelé školy Ňingmapa:
- Kjabdže Taklung Tsetrul rinpočhe
- Patrul rinpočhe
- Mindrolling Džetsün Khandro rinpočhe
- Jongge Mingjur Rinpočhe
- Čhögjal Namkhai Norbu rinpočhe
- Dilgo Khjence rinpočhe
- Trulšig rinpočhe
- J.S. Mindölling Tičen rinpočhe
- Dodrub rinpočhe
- Tulku Ogjän rinpočhe
- Ňošul Khenpo rinpočhe